# Tratado de los tres impostores

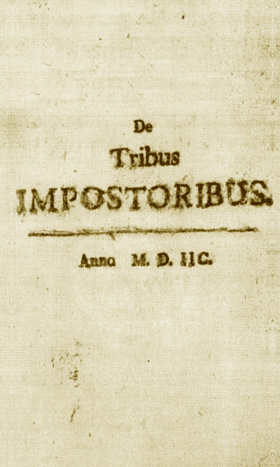
Primera edición del De tribus impostoribus (Sobre los tres impostores), Viena, Straub, 1753, pero con la fecha (falsa) de 1598.

El Tratado de los tres impostores (en latín, De tribus impostoribus), también conocido como El espíritu de Spinoza, es el nombre de una obra que niega las tres religiones abrahámicas. Los «tres impostores» del título serían Moisés, Cristo y Mahoma. En él se sostiene que los tres representantes de las grandes religiones abrahámicas han engañado a la humanidad imponiéndole las ideas de Dios, obligando al pueblo a creerlas sin permitirle examinarlas.

## ¿Un mito?
La existencia del libro y la atribución a varios enemigos políticos y herejes fue un tema muy extendido desde los siglos XI al XVIII, cuando los bulos en Alemania y Francia llegaban a producir libros físicos.
- Gregorio IX (1239) atribuye la obra a Federico II Hohenstaufen.
- A mediados del siglo XI, Tomás de Cantimpré[2] atribuía la obra sobre los «tres impostores» al canónigo Simón de Tournai (circa 1184-1200).
- Thomas Browne (1543) atribuye la autoría a Bernardino Ochino.
- Algunas leyendas atribuyen la autoría a escritores judíos y musulmanes.[3]

## De imposturis religionum
El origen del libro se encontraría en el texto De imposturis religionum, un ataque anónimo al cristianismo publicado en 1598 (aunque datado anteriormente por G. Bartsch), y que se dio a conocer en la subasta de la biblioteca del teólogo de Greifswald Johann Friedrich Mayer en 1716. A partir de este texto el jurista Johannes Joachim Müller (1661–1733) escribió dos textos más, contra Moisés y contra Mahoma, publicando los tres textos de forma conjunta en 1753 como De Tribus Impostoribus. El primer rastro del libro se encuentra en un manuscrito de Prosper Marchand, una carta a su amigo Fritsch. En ella, Marchand recuerda a Fritsch cómo otro amigo común, Benjamin Furly, había obtenido la obra de una biblioteca en 1711. La primera versión impresa Traité sur les trois imposteurs (en francés) ha sido atribuida al impresor M. M. Rey, aunque probablemente existieran versiones manuscritas previas.